# John Player
Pour les articles homonymes, voir John et Player.

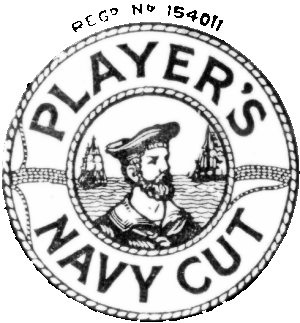
Le logo Player's Navy Cut vers 1914. Le vaisseau de gauche est le HMS Britannia, celui de droite est le HMS Hero

John Player, né en 1839 et mort en 1887,  est un fabricant de tabac anglais qui a donné son nom à plusieurs marques de cigarettes.